# Neoheteronyx laratanus
Neoheteronyx laratanus är en skalbaggsart som beskrevs av Moser 1920. Neoheteronyx laratanus ingår i släktet Neoheteronyx och familjen Melolonthidae. Inga underarter finns listade i Catalogue of Life.